# 普螳属
普螳属（学名：Coenomantis）为螳科的一个属。

## 下属物种
本属包括以下物种：
- 克氏普螳 Coenomantis kraussiana Saussure, 1872